# Mühle Tiefenbrunnen

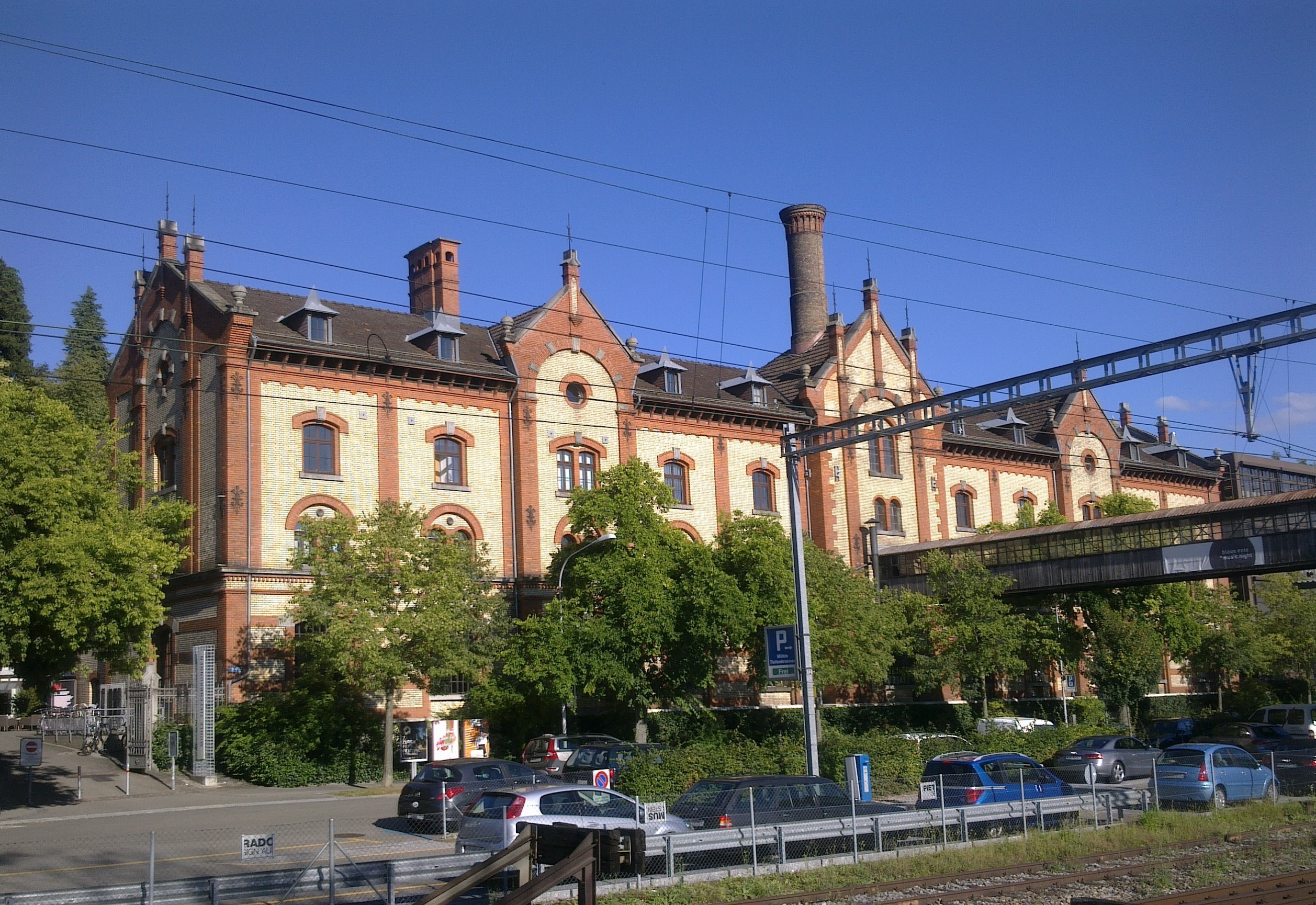
Aussenansicht

Die Mühle Tiefenbrunnen ist ein denkmalgeschützter Gebäudekomplex in Zürich. Die ehemalige Bierbrauerei steht im Seefeld Quartier direkt hinter dem Bahnhof Tiefenbrunnen. Die heutige Überbauung umfasst sieben in einem Rechteck angeordnete Gebäude mit einem offenen Innenhof sowie zwei weiteren Anbauten.

## Geschichte

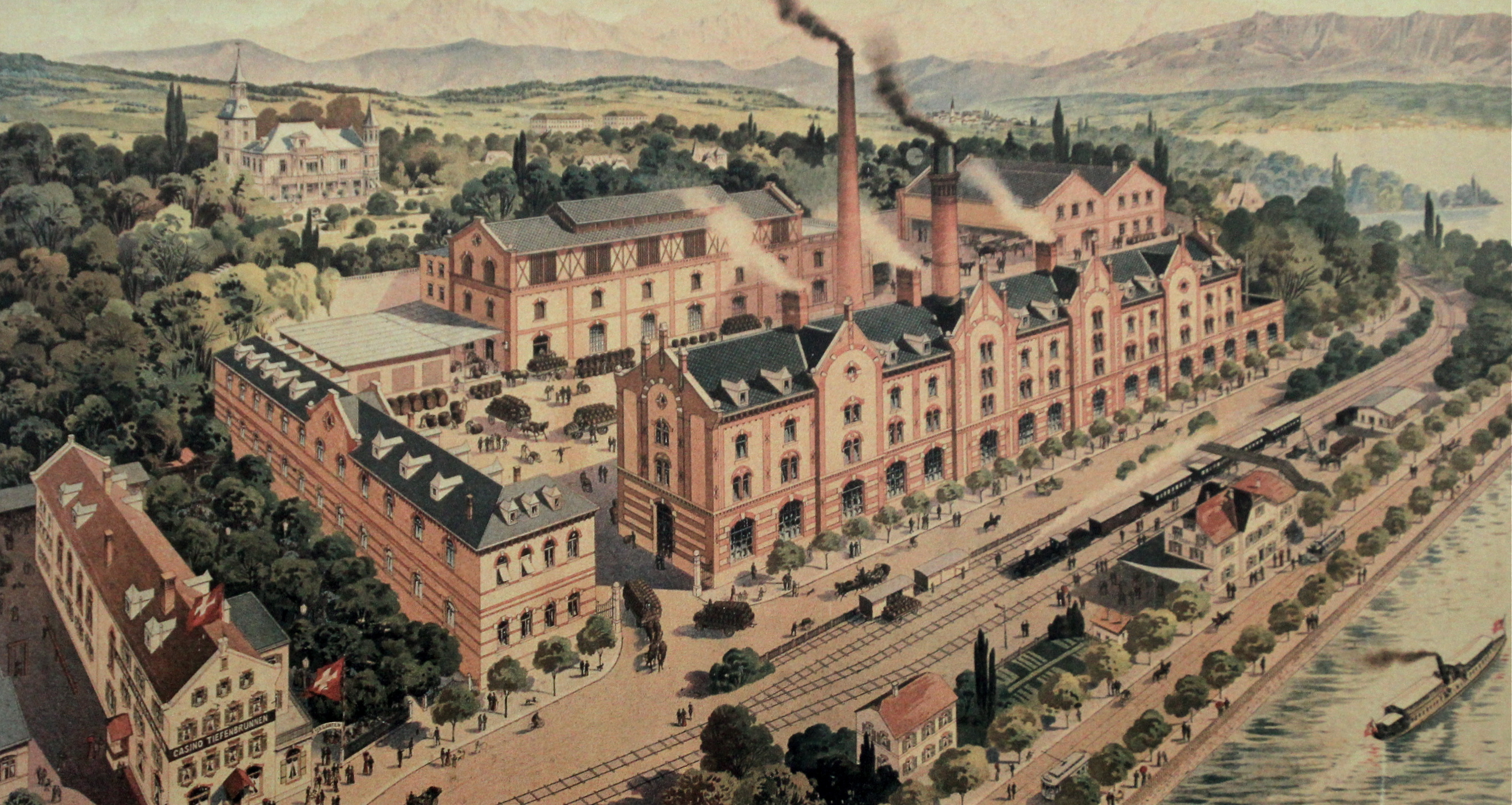
Brauerei Tiefenbrunnen um 1900

Die alten Gebäude der Mühle Tiefenbrunnen wurden 1889/90 als Brauerei mit aufwändigen Repräsentationsfassaden in Sichtmauerwerk erbaut. Der vom Architekten Peter Bender aus Mannheim geplante, im Schlösschenstil gestaltete Äussere ist typisch für die Bauten der Nahrungsmittelindustrie der Belle Époque.
Nach 23 Jahren wurde die Brauerei von einem Konkurrenten aufgekauft und eingestellt. 1913 kauften die Müller Wehrli & Koller, die auf dem Oberen Mühlesteg in der Limmat eine Mühle betrieben hatten, die Brauereigebäude und liessen das Hauptgebäude in eine für damalige Verhältnisse grosse Mühle mit elektrischem Gruppenantrieb umbauen; ein einziger Motor trieb über zahlreiche Riemen und Wellen die ganze Anlage an. Gleichzeitig wurde das gegenüberliegende Gebäude als Kühlhaus eingerichtet. Die von der Familie Wehrli betriebene Mühle war bis zu ihrer Stilllegung Ende 1983 eines der letzten Beispiele der vertikalen Gruppenantriebsmechanik, wie sie bis zur Einführung des Einzelelektroantriebs in den Fabriken üblich war.
Die Produktion der Wehrli-Mühle wurde 1983 ausgelagert und in den Kanton Luzern verlegt, die Getreidesammelstelle Tiefenbrunnen blieb bis 1998 während 70 Jahren praktisch unverändert in Betrieb.
In einem Vertrag zwischen der Stadt Zürich und der Gebrüder Wehrli AG als Eigentümerin wurde 1983 die Unterschutzstellung eines Teils der Gebäude geregelt. Die Eignerfamilie wollte praktisch die gesamte alte Bausubstanz erhalten oder rekonstruieren. So weit möglich wurde auf Auskernung verzichtet, um die innere Struktur der Altbauten zu erhalten.
Mit der Projektierung wurde Architekt Pierre Zoelly aus Zollikon beauftragt. Er sorgte für eine schützende Aufwertung der Substanz und setzte die vorgesehene Nutzungsvielfalt in eine Durchmischung von Alt- und Neubauten um.

## Heutige Nutzung

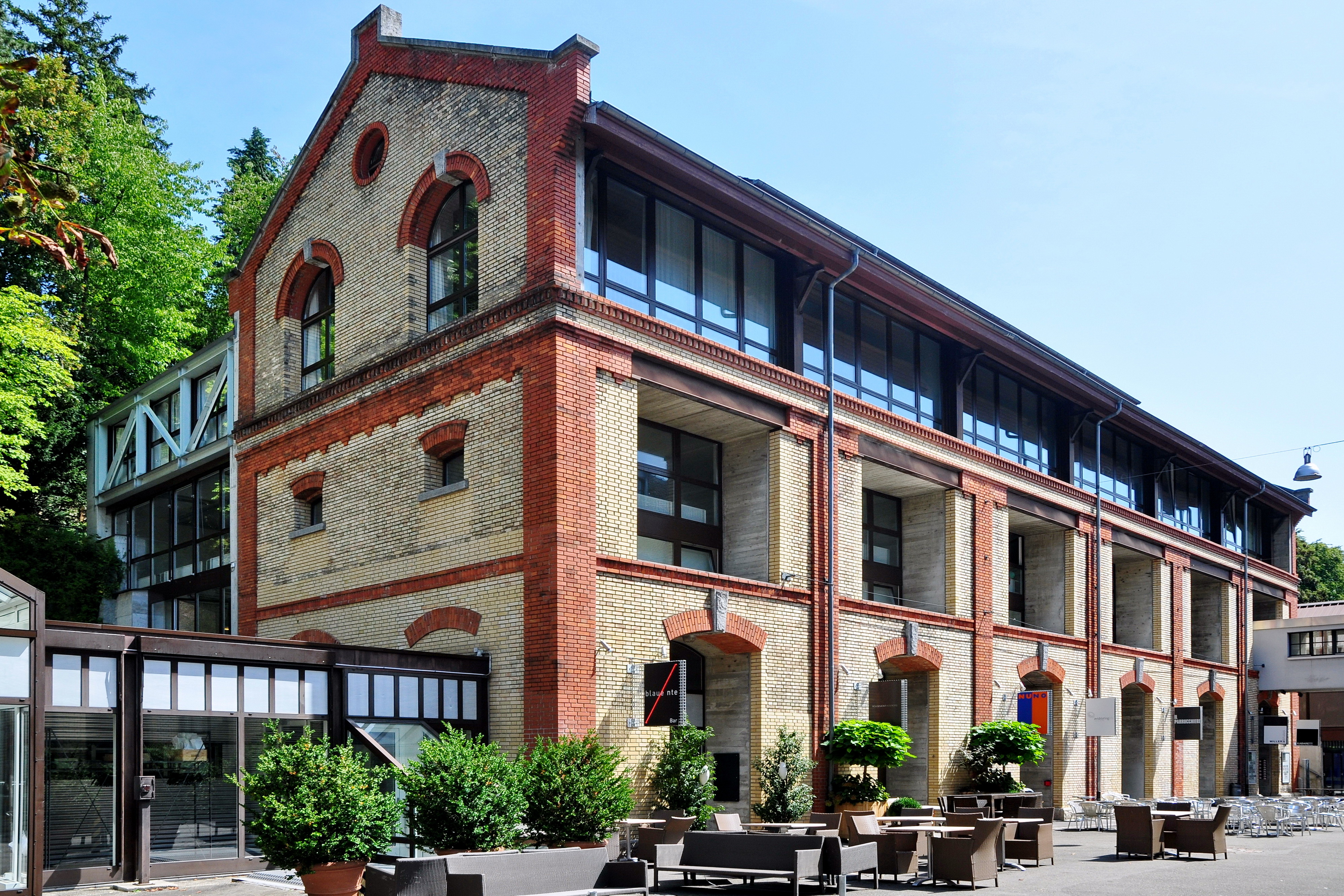
Im Innenhof

Der Gebäudekomplex wird von der Eignerfamilie über die Gesellschaft Mühle Tiefenbrunnen geführt und ist heute ein Zentrum mit einem vielfältigen Angebot. Es umfasst das Museum Mühlerama, das Theater Miller’s Studio, das Departement Tanz der Zürcher Hochschule der Künste, ein Fitness- und Tanzstudio, das Restaurant Blaue Ente, Konferenzräume, das Atelier der Modeschöpferin Christa de Carouge sowie Büros, Wohnungen und kleinere Ladengeschäfte.

## Museum Mühlerama
Das Museum ist in der ehemaligen Mühle aus dem Jahr 1913 untergebracht. Sie ist während der Öffnungszeiten in Betrieb und produziert jährlich noch mehrere Tonnen Halbweiss- und Ruchmehl aus Weizen. In einer Dauerausstellung wird dem Publikum die Kulturgeschichte des Getreides vermittelt. Darüber hinaus organisiert das Museum auch Sonderausstellungen, die sich thematisch vor allem mit Ernährung sowie Ess- und Trinkkultur befassen. Als Ergänzung bietet die Mühlerama verschiedene Workshops und Führungen für Kinder und Erwachsene, unter anderem Brotback-Kurse, Führungen durch die historische Mühle und die Sonderausstellungen.

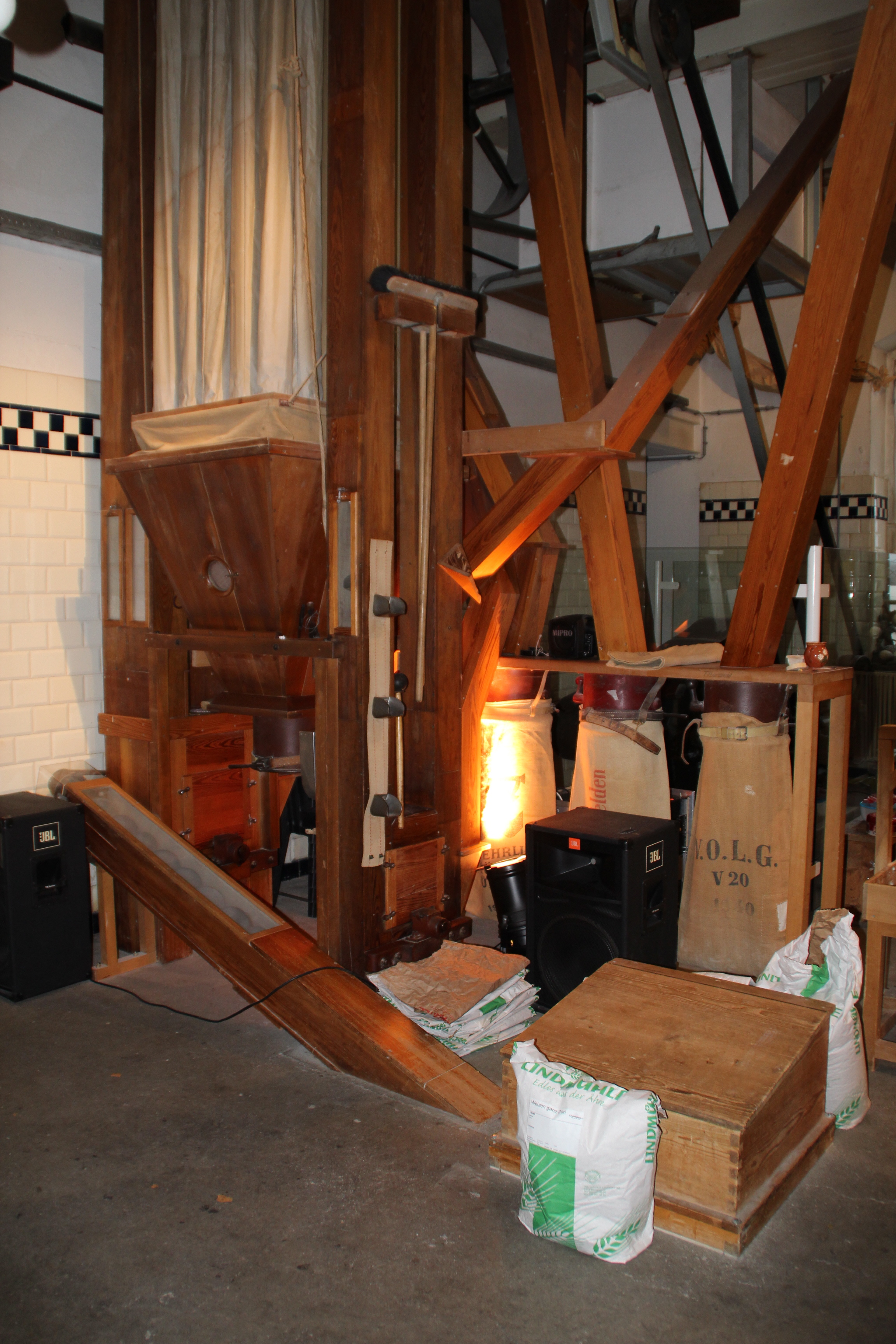
Aufschüttung: Das angelieferte Korn wird in einen Trichter geschüttet
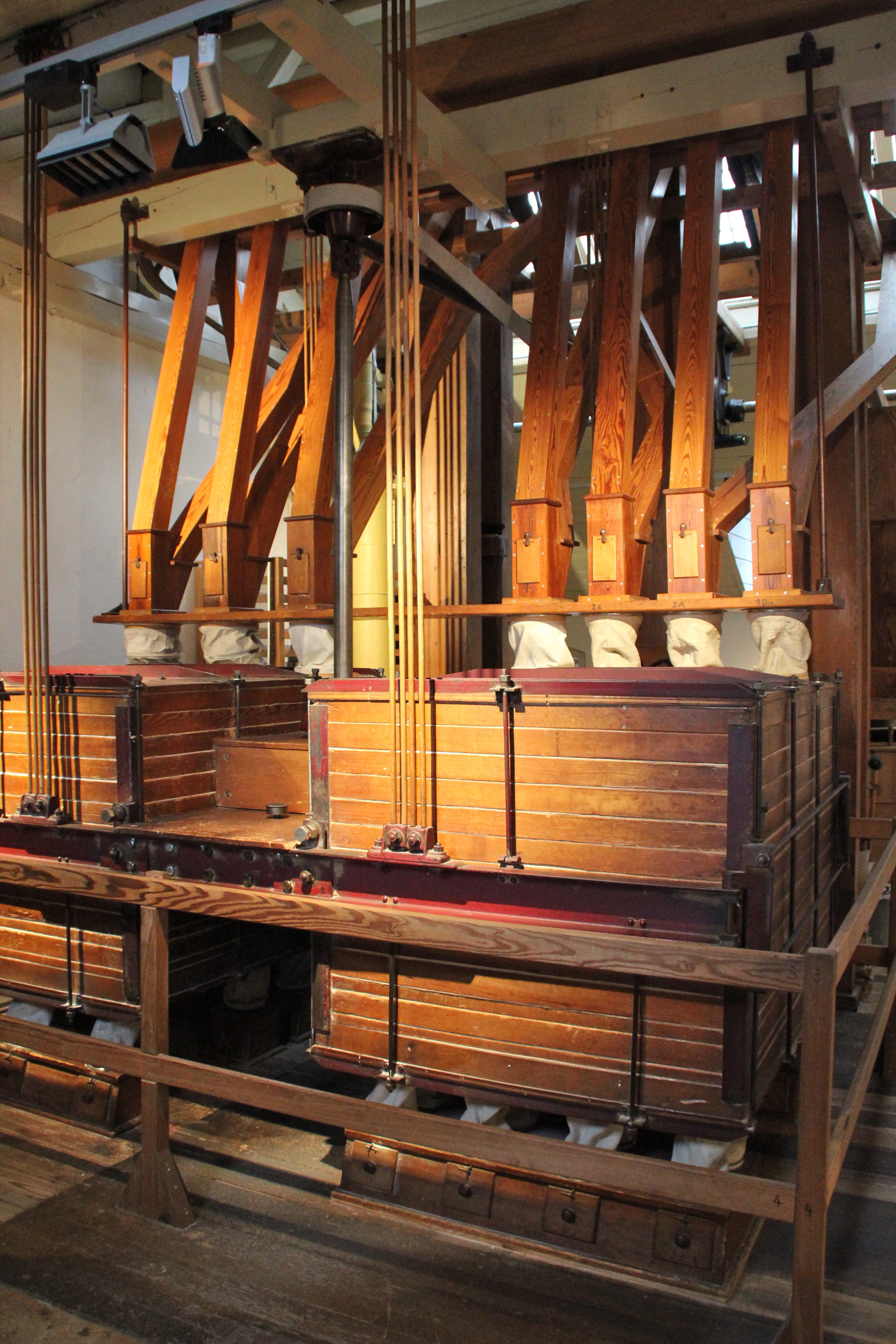
Ausblasen: Korn und Kleie werden getrennt
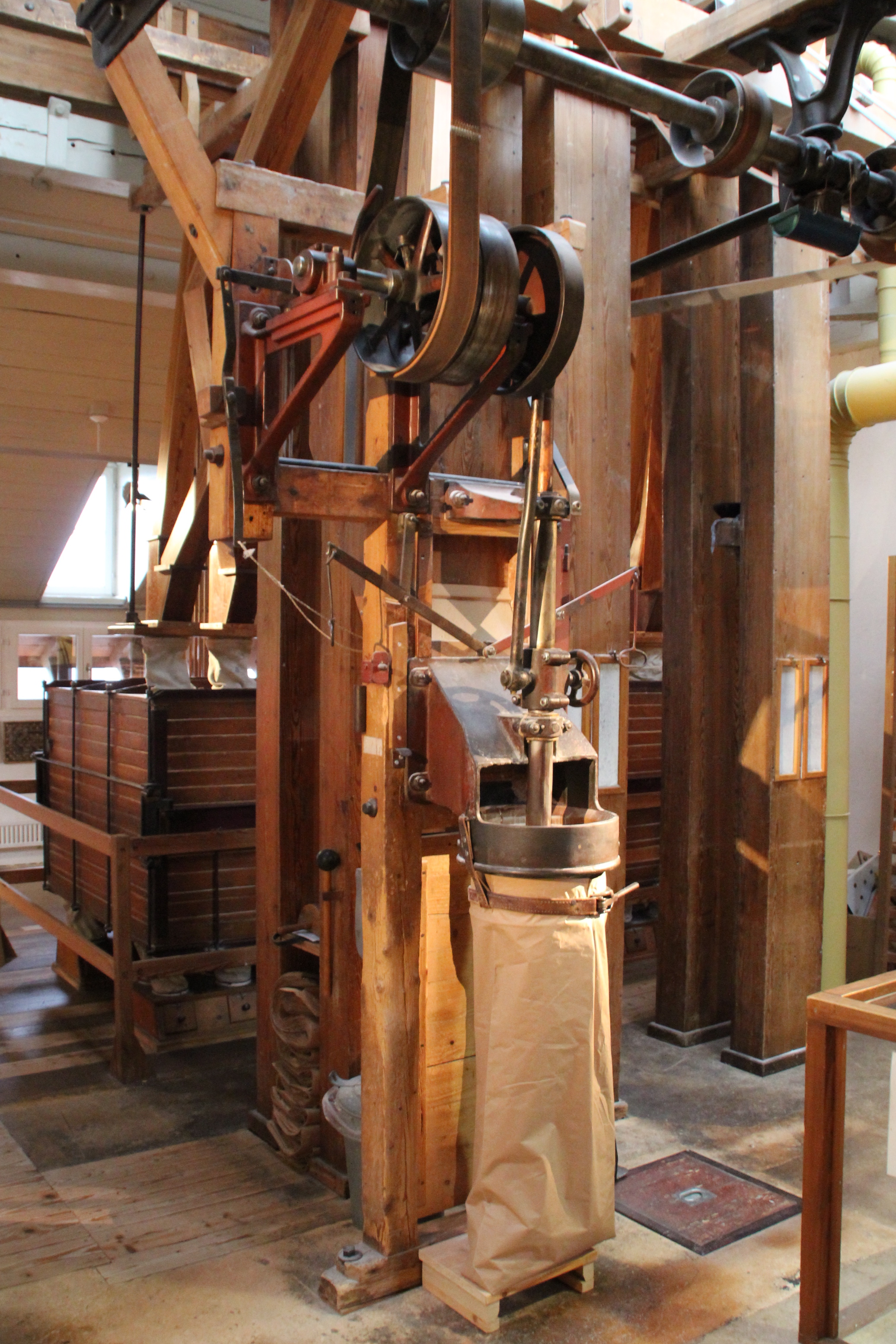
Plansichter: Das Mahlgut wird gesiebt und sortiert
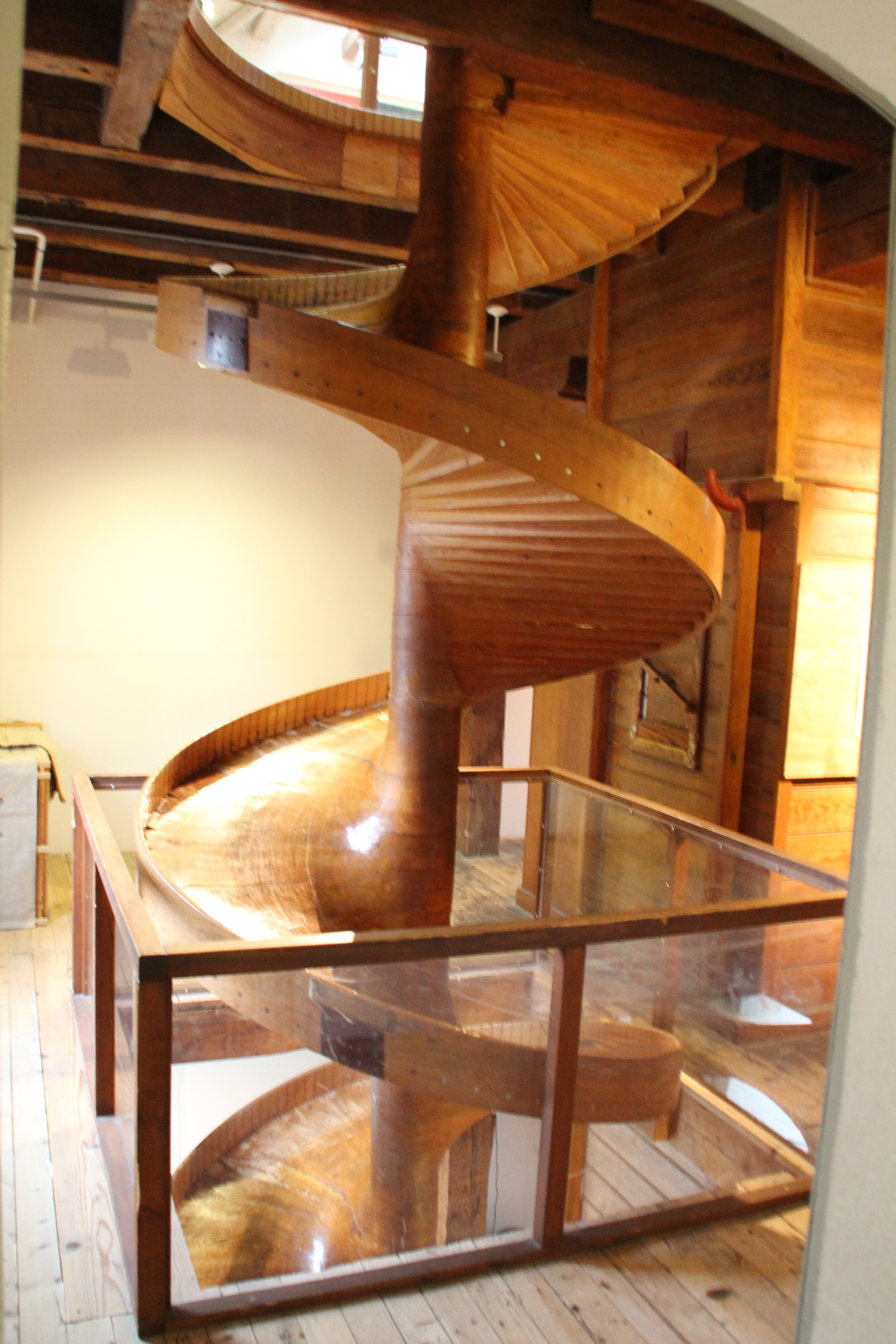
Sackrutsche: Rutschbahn für die gefüllten Säcke